# Акустика
Акустика је грана физике која се бави проучавањем звука, како појаве тако и настанка. Проучава настанак и простирање звука у разним срединама, његове особине и пријем. Дијели се на општу и примијењену акустику.
Са становишта снимања и обраде звука, акустика није заснована само на математичким и физичким законитостима, будући да звук није чисто физичка појава, већ је истовремено и психичка сензација. Самим тим, акустика у себе укључује, као граничне области, и физиологију и психофизиологију.

## Подела акустике
Савремена примијењена акустика дијели се на више грана:
- физиолошка акустика
- атмосферска акустика
- електроакустика
- хидроакустика
- архитектонска акустика
- музичка акустика

### Општа акустика
Изучава појаву и простирање звука и методе акустичких мјерења. Звук настаје као посљедица поремећаја унутрашњег равнотежног стања честица код еластичне материје због спољашње силе (на примјер ударца). Због дејства силе долази до осцилаторне промјене стања честица, које се преноси на околни еластични медијум. Тијело које осцилује наизмјенично сабија и разрјеђује материју око себе, стварајући тако звучне таласе.
Извори звука за истраживања могу бити и затегнута жица, штапови, плоче и свирале, а посебно се користе звучне виљушке којима се постиже врло висока стабилност фреквенције. Побуђивање осцилација извора звука може бити електрично, механичко и топлотно.
Притисак звука је промјењиви притисак на јединицу површине изазван дјеловањем звучних таласа. Мјери се у микробарима.
Звук се карактерише интензитетом, односно јачином, висином и бојом.
Јачина звука може бити објективна и субјективна. Објективна јачина или интензитет звука је једнак енергији која се тим звучним таласом пренесе кроз јединичну површину у јединици времена:
{\displaystyle I={\frac {\Delta E}{S{\Delta t}}}}.
Мерна јединица за објективну јачину звука је {\displaystyle {W} \over {m^{2}}}. Субјективна се мери у децибелима.
Простирање звука се врши на све стране од свог извора сферним таласима. За појаве звука (као што су одбијање, преламање, савијање, упијање) важе закони таласног кретања. Ипак постоје специфичности, па се звук може простирати само у еластичној материји, гасовитој, течној или чврстој, а не у вакууму. Таласи звука могу бити лонгитудинални или трансверзални. У гасовима и течностима постоје само лонгитудинални таласи звука, а у чврстим тијелима и једни и други.
Брзина простирања звука зависи од густине материје и еластичности. Код чврстих тијела брзина простирања јест:
{\displaystyle v={\sqrt {\frac {E}{\rho _{0}}}}} [m/s]
гдје је Е Јунгов модул еластичности а {\displaystyle \rho _{0}} густина чврстог тијела.
Брзине звука при притиску од 1000 kPa и температури од 20° C износе за водоник 1305 m/s, а ваздух 343 m/s. Брзина звука у води на 10° C је 1440 m/s а сланој води на 15° C 1530 m/s. У гвожђу је брзина звука 5000 m/s а у гуми 40 m/s.
Преламање звука настаје приликом преласка таласа звука кроз средине различите густине. Таласи се савијају приликом додира са оштрим ивицама или проласком кроз уске отворе.
Утисак да се промјеном размака између извора звука и слушаоца мијења и фреквенција зове се Доплеров ефект. Ово се исказује привидним повећањем фреквенције при приближавању, а смањењем при удаљавању од извора звука.
Пријемници звука претварају звучне осцилације у електричне или механичке, које се даље могу појачавати и обрађивати. Најважнији механички пријемник је људско ухо, чијим се проучавањем бави физиолошка акустика.

### Физиолошка акустика
Проучава људско грло као извор звука и људско ухо као пријемник звука. Гласнице су главни говорни орган, а звук се формира периодичним прекидањем протока ваздуха кроз грло. У људском говору основни тонови се крећу између 80 и 1110 херца. Код уха се таласи звука преносе на бубњић спољног уха, чије се треперење преноси на течност у унутрашњем уху. Осциловање течности надражује живце који преносе осјећај звука мозгу. Звучне осцилације испод 16 херца и преко 20000 херца човјечје ухо не може да осјети без обзира на њихову јачину. Опсег чујних фреквенција је често мањи, код старијих особа и особа с оштећеним слухом.

### Електроакустика
Електроакустика изучава теоретску и практичну конструкцију електроакустичких претварача - уређаја који претварају звук у електричну енергију или обрнуто. У та средства спадају микрофон, звучник, слушалица и други уређаји који могу да раде на електромагнетском, пијезоелектричном, магнетостриктивном или неком другом принципу.

### Атмосферска акустика
Бави се звучним појавама у атмосфери Земље и њиховим настанком, уз то врши испитивања атмосфере акустичким методама. Практични задаци укључују испитивање слојева атмосфере на разним висинама, звуковно извиђање, звучна сигнализација, и испитивање отворених аудиторијума.

### Хидроакустика
Истражује звучне појаве у води и примјењује их у разне сврхе. Крајем 19. вијека установљено је да се звук у води простире на велике удаљености па су почела интензивнија испитивања хидроакустике. У ратним морнарицама се ово убрзо почело користити за подводне везе, навигацију и извиђање. Из тога је произашао сонар и други уређаји.

### Архитектонска акустика
Архитектонска акустика је област примјењене акустике која истражује питања простирања и пригушивања звука у затвореним просторима, као што су концертне хале. Главна намјера је да се омогући добра чујност ријечи и тонова у свим дијеловима просторија, појачавањем на неким мјестима и ослабљивањем на другим. Ријеч је о просторијама које су намјењене снимању и слушању звука: студија за снимање, позоришта, биоскопима, амфитеатри итд.
Код примјењене акустике посебна пажња се поклања, сходно намени, архитектонском пројектовању. Велику улогу играју величина и облик просторије. На дифузност звука значајно утичу непаралелни и конвексно обликовани зидови и таваница, као и врста материјала од којих је изграђен сам простор. Са већом дифузношћу звука добија се боља чујност у свим тачкама акустичног простора.
Тврди грађевински материјали, као што су малтерисана опека, бетон или стакло, слабо апсорбују звук. Употребом најразноврснијих апсорпционих материјала, могуће је просторије које се користе за снимање и репродукција звука оптимални подесити, како би Фреквентни опсег и време реверберације (мерљиве величине) одговарали потребама и намени акустичког простора. Тако је за говор потребно, због разумљивости, краће време реверберације, а у музици, где се тражи „сливање“ тонова, дуже. Музика на отвореном простору, где нема реверберације, звучи „суво“ и празно, а оркестар делује „разливено“.
Просторије чији зидови нису обрађени, сматрају се „светлим“, јер је у њима висок степен рефлексије. Зато се за обраду акустичког простора и користе апсорпциони материјали; међутим, материјали који превише упијају акустичку енергију могу да „умртве“ акустику просторије, тако да се и користе при обради студија, „глуве собе“, ради дочаравања утиска снимљеног звука на отвореном простору.

### Музичка акустика
Изучава особине музичких тонова и звукова на основу опште акустике и својстава органа слуха. Бави се и теоријом музичких инструмената.